# Rouflaquettes

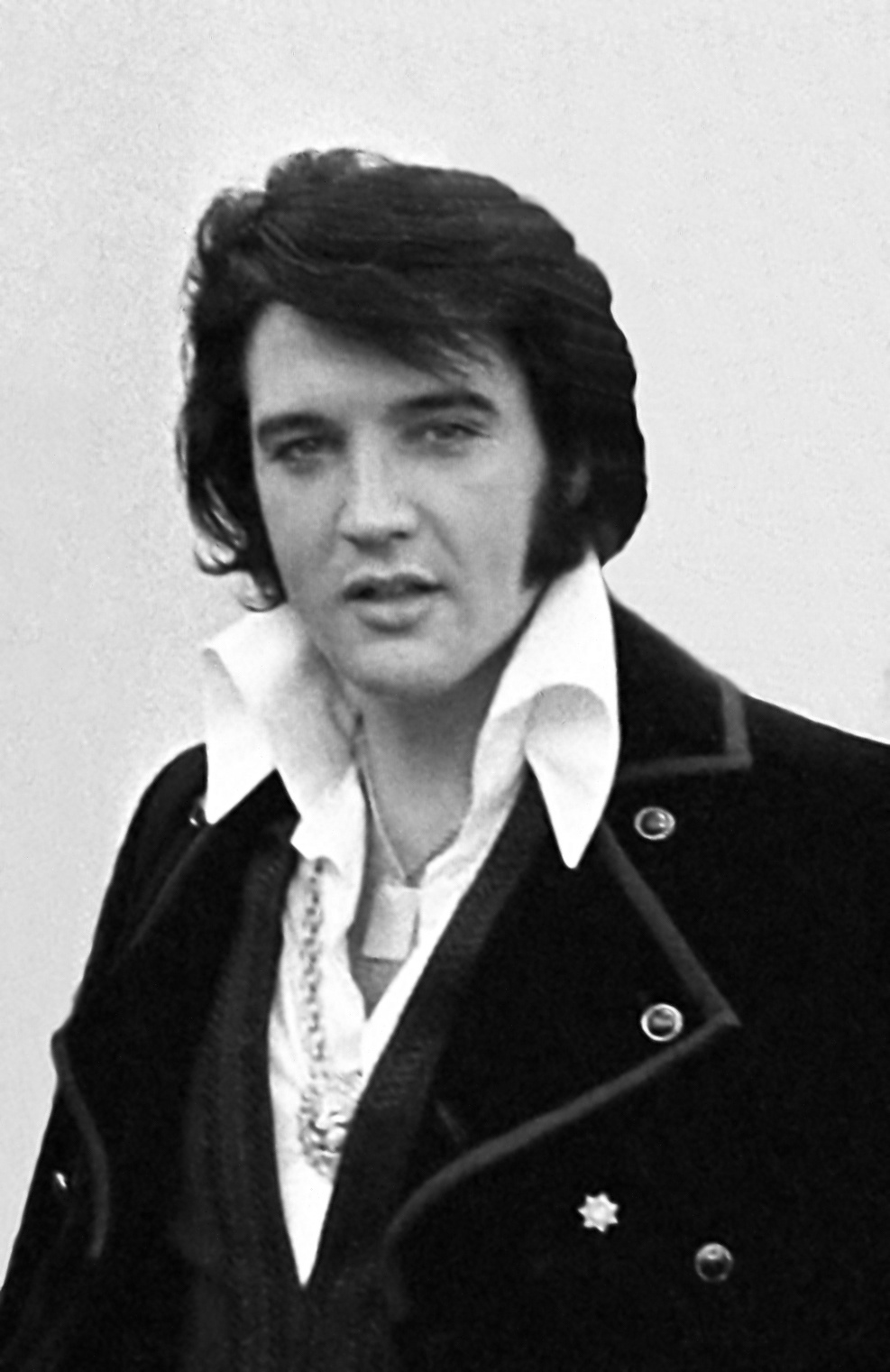
Le chanteur américain Elvis Presley portant des favoris en 1970.

Le terme rouflaquette désigne des mèches de cheveux laissées pousser le long des tempes. La plupart du temps, elles prennent une forme d'accroche-cœur[Quoi ?]. À la mode en Europe de la fin du XVIIIe siècle à la fin du XIXe siècle, cette coupe n'a pas réapparu depuis. Le mot est cependant rapproché depuis du terme « favoris » dont il a vulgairement pris le sens : une coupe de barbe où on n'a laissé pousser les poils que sur le côté des joues.
Les favoris ont quant à eux été populaires dans les années 1960 et 1970, principalement autour de communautés alors hippies, rock 'n' roll, alternatives. Si, contrairement aux rouflaquettes, les favoris n'ont pas disparu, ils sont nettement moins populaires qu'à cette période. 
Une caractéristique commune aux rouflaquettes et aux favoris est que le menton se doit d'être glabre.

## Plusieurs définitions
Le terme « rouflaquettes » peut avoir plusieurs sens. 

### Rouflaquettes
Il s'agit d'une mèche de cheveux et non pas de poils des joues. Dès le début de la mode, ces mèches furent recourbées en accroche-cœur (une boucle sur les tempes). Cependant depuis leur disparition à la fin du XIXe siècle, un nouveau phénomène de rouflaquette apparut : dans les années 1930 et grâce au phénomène Betty Boop, certaines femmes commencent à porter des rouflaquettes en accroche-cœur, alors que cette mode était exclusivement masculine jusqu'alors.
La création du terme «rouflaquette» n'est pas proprement identifiée, et plusieurs théories s'opposent.  
Selon Pierre Giraud,, cet argotisme est tiré du dialectal roufle (gifle), à rattacher au radical raff-, rouff- exprimant l'idée de « souffler » en gonflant les joues. Le développement du sens s'est fait par synonymie avec l'argot « baffe » (gifle) et aussi « favoris ». Cette ressemblance de sens a entraîné le croisement des deux mots en « roufles favoris », avec adjonction du suffixe diminutif -ette, la syllabe -aque- étant inexpliquée. Les rouflaquettes seraient proprement de « tout petits favoris ». Une seconde théorie serait qu'il s'agit d'une dérivation de l'expression française « faire le roufle » qui signifie « avoir un air arrogant » et « se pavaner ».
Une explication avancée quant à la disparition des rouflaquettes à la fin du XIXe siècle en Europe, est que celles-ci au même titre que les favoris (et plusieurs autres tailles de barbe) gênent l'étanchéité des masques à gaz, alors utiles en temps de conflit. La moustache prit un nouvel élan à cette période, celle-ci n'étant pas supposée gêner ladite étanchéité.

### Favoris
Les favoris sont des touffes de poils sur le côté des joues et non des cheveux. Ils deviennent très populaires en France sous la Révolution française et le Premier Empire, la mode se propageant dans le reste de l'Europe et en Amérique. Ils conservent cette popularité jusqu'à la fin du XIXe siècle, devenant de plus en plus fournis au fil du siècle, avant de céder la place à la moustache.
Les favoris fournis reviennent à la mode dans les années 1960, mais l’apogée sera dans les années 1970 et notamment chez les hippies. Elvis Presley, parmi d’autres, en porte de 1968 à sa mort, devenant, avec sa banane, l’un de ses signes distinctifs. C'est à cette époque que le terme « rouflaquettes » tend à devenir le synonyme familier de « favoris ». 
Si la longueur des favoris n'importe guère, le menton doit toujours être rasé. Les favoris commencent là où les cheveux s'arrêtent, soit là où les poils des oreilles s'arrêtent.

### Pattes
Il s'agit d'un type de rouflaquettes et non pas de favoris : ce sont des mèches courtes de cheveux qui s'allongent plaqués sur les tempes. Cette coupe n'est pas réservée aux hommes. Elles sont généralement droites et fines. Cette mode s'étend toujours à notre époque.

### Pattes de lapin
Nom donné aux favoris courts (1883), terme repris familièrement dans les années 1950-1960 en remplacement du péjoratif « rouflaquettes » utilisés par l’argot du XXe siècle et particulièrement de l’Après-guerre.

### Côtelettes

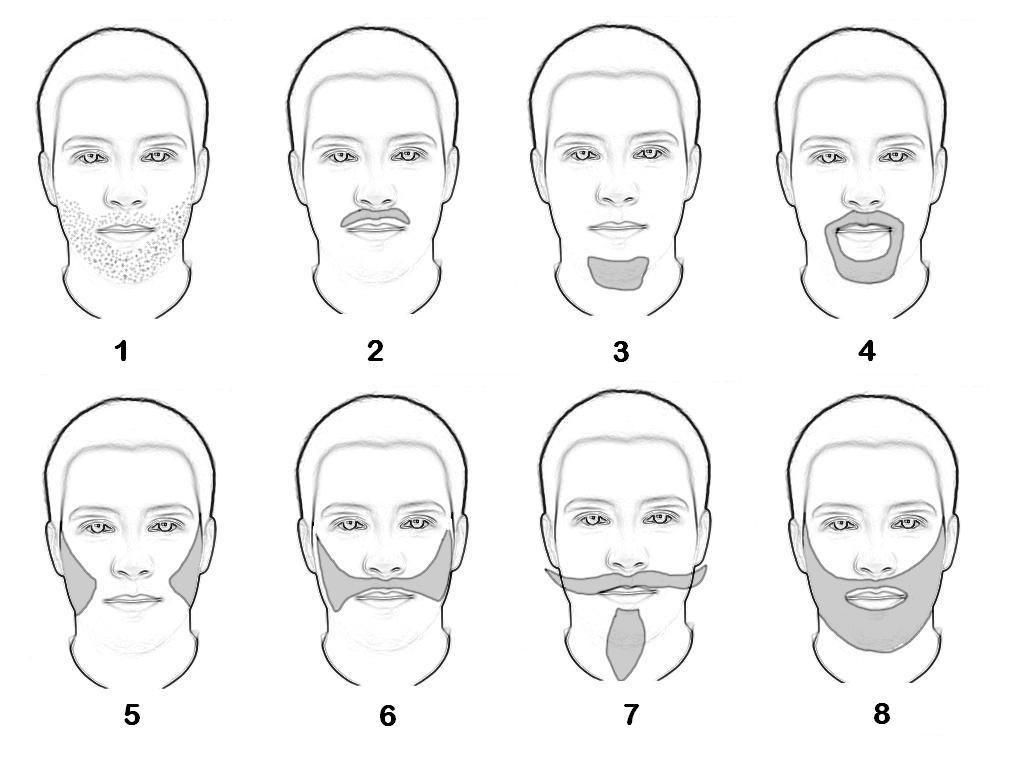
1 : la barbe de trois jours, 2 : la moustache, 3 : la barbiche, 4 : le bouc, 5 : les favoris, 6 : Souvarov, 7 : Impériale, 8 : Complète.

« Mutton Chop » en anglais, il s'agit d'une taille des favoris. Ceux-ci sont alors en forme, littéralement, de côtelettes : étroites au niveau des oreilles, les poils des joues sont rasés en forme de goutte sur les flancs de la mâchoire voire sous la mâchoire ; cependant elles ne se rejoignent pas sous le menton. Jules Ferry portait des côtelettes très fournies.
La traduction anglaise de « rouflaquettes » comme de « favoris » serait « sideburns ». Ce mot provient du nom du général d'armée de la Guerre de Sécession Ambrose Burnside, qui dans les années 1870 portait une taille de la barbe peu commune alors : une barbe complète (moustache comprise), rasée sous le menton et le cou. Cette coupe a donné le nom anglais Friendly Mutton Chop (également utilisé en français) : il s'agit donc de deux côtelettes se rejoignant par la moustache.

### Papillotes
Il ne s'agit pas de rouflaquettes à proprement parler, mais d'une coiffure religieuse juive orthodoxe : les papillotes sont alors des mèches de cheveux non coupés portés le long des tempes ou derrière les oreilles.

## Favoris célèbres
Une représentation commune d'Alexandre le Grand se fait de lui portant des favoris. Ce n'est cependant pas une taille de barbe considérée comme commune à l'époque.
Marlon Brando, dans L'Équipée sauvage en 1953, arbore des favoris. Il est considéré comme l'un des premiers à redonner de la visibilité à cette mode.
Elvis Presley porte de larges favoris dans les années soixante-dix, contribuant à l'explosion de cette mode dans les communautés rock 'n' roll et hippies des années 1970. Robert Redford en porte dans Les Trois Jours du Condor, bien que petits, tout comme Burt Reynolds dans Délivrance.
Le sportif britannique Bradley Wiggins, vainqueur du Tour de France 2012, a porté de célèbres favoris ; il décide de les raser en novembre 2012, dans le but d'être moins reconnaissable.
Le pilote Guy Martin en porte également, ainsi que Maxime Médard, joueur du XV de France. Dans les années 1970, le footballeur allemand Paul Breitner était lui aussi connu pour en porter. En Argentine, l'ex-président Carlos Menem a arboré des favoris, qu'il a coupés quelques années après son élection.
Johnny Hallyday a arboré ses favoris durant toute sa carrière jusqu'à son décès.
Dans la fiction, Javert, Joshamee Gibbs de Pirates des Caraïbes, Hellboy, Wolverine, Le Fauve, Dents-de-sabre, le docteur Watson (interprété par Jude Law) et Balthazar Picsou portent également des favoris.

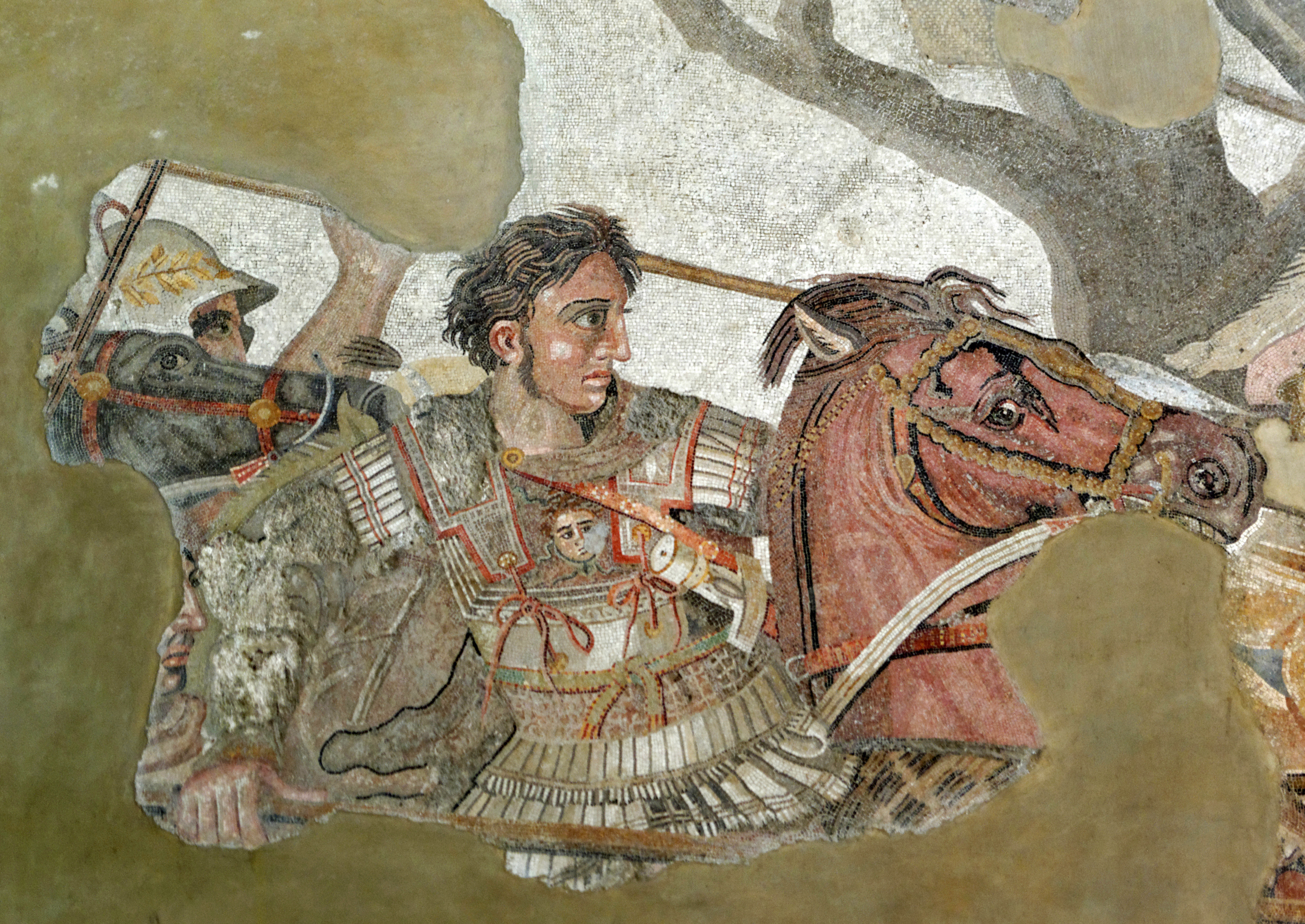
Alexandre le Grand et Bucéphale.
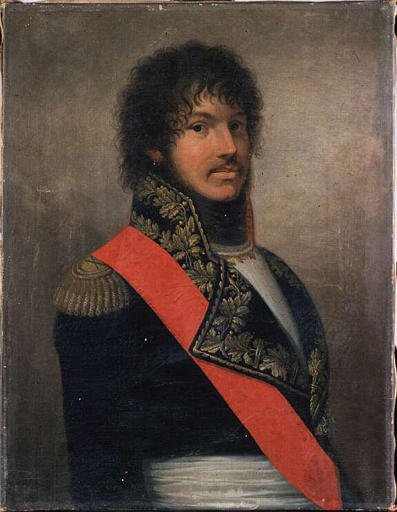
Le maréchal d'Empire Joachim Murat.
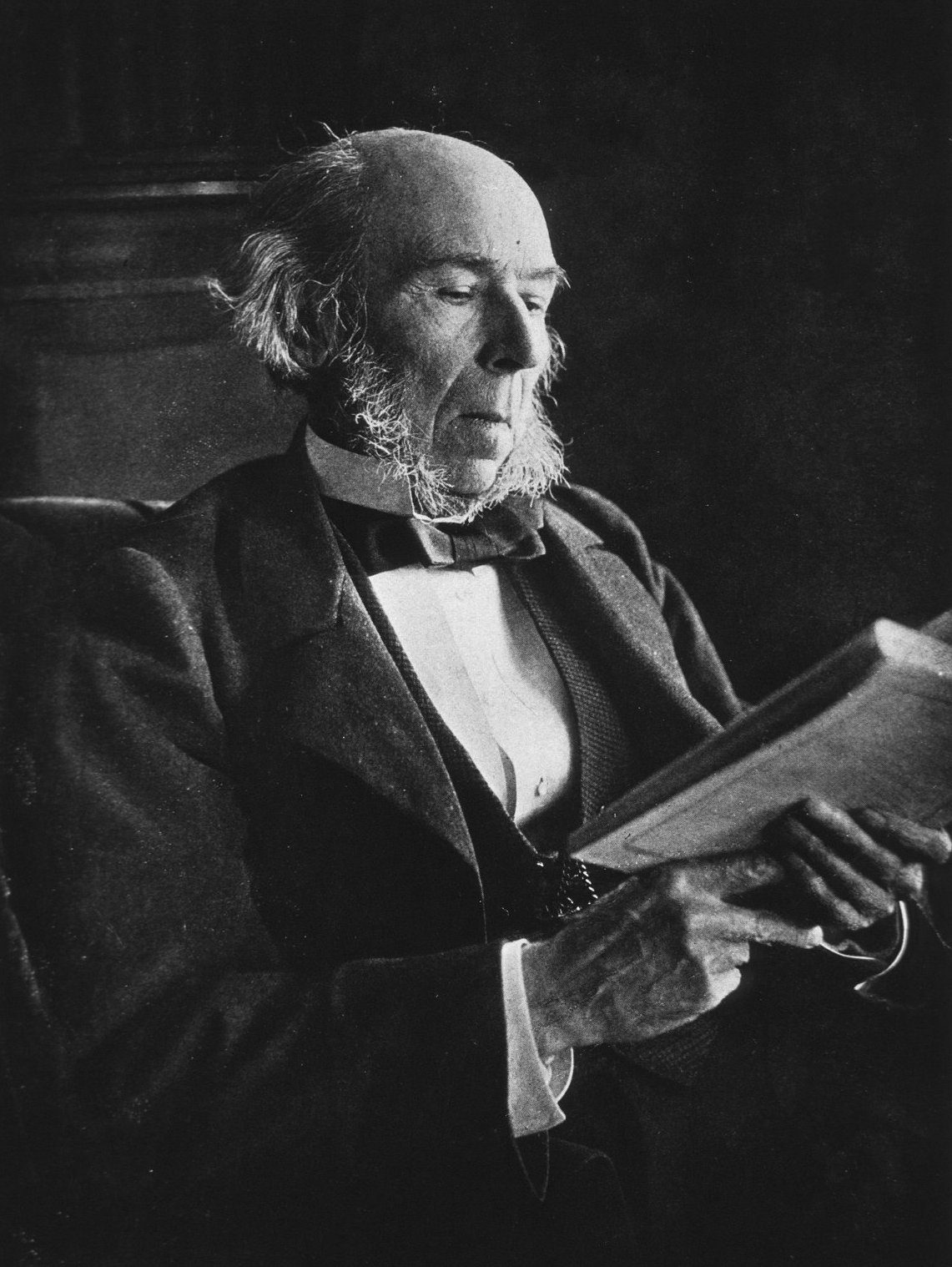
L'écrivain britannique Herbert Spencer.
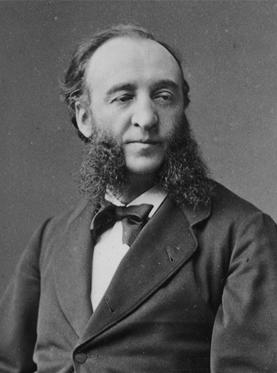
Jules Ferry.
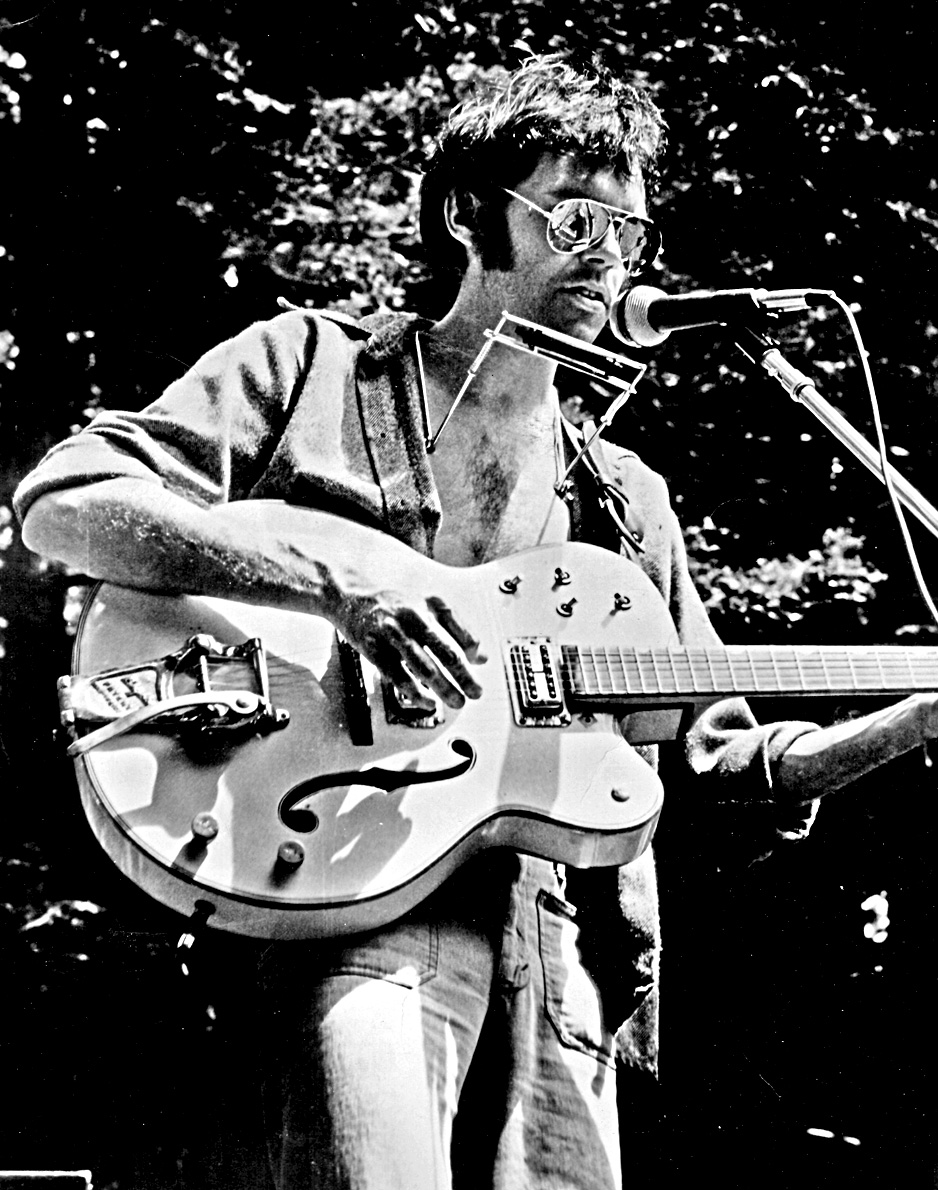
Neil Young.